# Петровский остров (Санкт-Петербург)
Петро́вский о́стров — остров в дельте Невы на территории Санкт-Петербурга, ограниченный реками Малой Невой, Ждановкой, Малой Невкой и Финским заливом. Административно относится к Петроградскому району, муниципальный округ Петровский.
К Петровскому острову также относят небольшой безымянный остров, на котором расположена МСА «Петровский».

## История
Финское название Патсассаари (фин. Patsassaari — столбовой остров). До основания Петербурга остров имел и русское название Столбовой остров. Как финское, так и русское название было дано, вероятно, в связи с вытянутой формой острова.
Современное название впервые упоминается в «Точном известии о новопостроенной его царским величеством Петром Алексеевичем на большой реке Неве и Восточном море крепости и городе Санкт-Петербург», написанном голландским резидентом в 1713 году. По словам автора, «говорят, его царское величество там прежде иногда развлекался, поэтому остров и был назван его именем»
Однако история острова началась ещё в 1643 году[чем?].
В XVIII веке на территории острова размещались склады с продовольствием и другими товарами. В 1768 году в юго-восточной части Петровского острова сооружён деревянный дворец для императрицы Екатерины II (сгорел в 1912), вокруг него разбит парк во французском стиле.
От здания расходились 8 прямых аллей. Две аллеи протянулись вдоль острова, на месте бывшей петровской просеки, и стали затем Петровским проспектом.
На территории Петровского острова находится Петровский пруд. Ранее он представлял собой небольшой залив, вход в который позднее был засыпан.
С 2011 года остров переживает бум жилищного строительства. По генеральному плану развития Петербурга тут до 2025 года должно быть построено полтора миллиона квадратных метров. Половина из них — жилые: многоквартирными комплексами будет занято 29 % территории острова. 14 % отдадут под общественно-деловые здания, 20 % останется под парком и рекреационными сооружениями.

## Мосты
С другими островами Петровский остров соединяют шесть мостов:
- с Крестовским островом через Малую Невку с северной стороны:
  - Большой Петровский мост
- с островом Декабристов через Малую Неву c юго западной стороны:
  - Мост Бетанкура
- с Петроградским островом через Ждановку мостами:
  - Мало-Петровский
  - 4-й Ждановский
  - мост Красного Курсанта
  - Ждановский

## Достопримечательности
- Спортивный комплекс «Петровский»:
  - Стадион «Петровский»
  - Малая спортивная арена стадиона «Петровский»

МСА «Петровский» фактически находится на отдельном безымянном острове, отделенным от острова Петровский заливом и ериком с протокой.
- Петровский парк с прудом
- Дом ветеранов сцены
- Стадион «Локомотив»
- Специализированная ДЮШ Олимпийского резерва «Центр художественной гимнастики»[5]
- ОАО "Судостроительная фирма «Алмаз»
- Санкт-Петербургский Речной яхт-клуб профсоюзов
- Комплекс канатной фабрики Ивана Гота[6]
- Корпуса пивоваренного завода «Бавария»[7]